# 梵谷的左耳
梵谷的左耳，是F.I.R.飛兒樂團團員阿沁首張個人專輯，在臺灣於2007年3月16日上市，同年5月4日改版慶功。專輯以中世紀為背景，歌路以該時代的騎士、畫家等等為題，並以阿沁喜愛的畫家命名這張專輯。專輯內所有歌曲均為阿沁自己創作，只有「遺失的美好」是舊作翻唱外，其餘均為新的作品。另外，阿沁特別找來好朋友李玖哲及同一團體內的詹雯婷演出MV及合唱，阿沁的弟弟阿庭（黃漢廷）合作繪圖及擔任阿沁的美藝老師。11首歌曲內，10首是歌曲，位於第十軌內的歌曲青空為配樂。
阿沁澄清沒有退出飛兒樂團。阿沁表示自己只是「獨立」，不是「單飛」。

## 曲目
1. 聖堂之門
2. 梵谷的左耳
3. 其實還愛你
4. 記得愛（與李玖哲合唱）
5. 大暴走
6. 光榮時刻
7. 綠洲
8. 我不懂
9. 南極星（飛低調獻聲）
10. 青空（配樂）
11. 遺失的美好

## 慶功回饋版
梵谷的左耳-慶功回饋版於同年5月4日改版上市，添加一隻DVD及封面。DVD的內容是專輯內的三首歌曲的MV、記得愛影音吉他教學及阿沁的情歌金曲集錦。
MV包括：
1. 記得愛
2. 其實還愛你
3. 聖堂之門（樂團內的飛擔任女主角）

## MV女主角之爭
聖堂之門這首歌曲是描述一個中古世紀畫家和英勇騎士，一個男生描述為愛的心聲。而這曲歌曲的的MV的女主角，則成為MV的焦點。在選角過程，阿沁在緋聞中的女友張韶涵及一直被盛傳的女友詹雯婷（飛）成為大熱門。阿沁曾為張韶涵撰寫一曲－遺失的美好，剛好在這張專輯由阿沁重唱。阿沁表示曾暗戀張韶涵。最終聖堂之門的女主角由飛擔任。

## 版稅捐獻
阿沁在發行專輯後，並把唱片中部份的版稅捐出，用作幫助臺灣的貧困的學生學習。但版稅要至年終才收到，所以要先自行捐獻。

## 外部連結
- F.I.R.飛兒樂團 國際官方網站
- 阿沁個人官方網站
- 華納線上音樂雜誌－阿沁專輯